# Tennspinnmal
Tennspinnmal (Euhyponomeuta stannellus) är en fjärilsart som först beskrevs av Carl Peter Thunberg 1788.  Tennspinnmal ingår i släktet Euhyponomeuta, och familjen spinnmalar. Arten är reproducerande i Sverige.